# Шемаев, Василий Антонович
Шемаев Василий Антонович (1802 — 12 или 13 декабря 1853, Санкт-Петербург) — актёр, оперный, а затем драматический артист.

## Биография
В 1818 или 1822 г. окончил Императорское театральное училище (класс Э. Бьянки), из которого выпущен сразу на первое амплуа в операх и водевилях, с обязанностью играть роли молодых любовников, слуг, простаков и др.
В других источниках, наоборот, подчеркивается: «Обладал красивым голосом обширного диапазона».
Главными оперными ролями были: Неизвестный в «Баядерке», Альфонс ди Монца и Даниил в опере «Цампа, морской разбойник, или Мраморная невеста» — опера Герольда, Антонио в «Водовозе», Калиф в «Калифе Багдадском», Франц в «Швейцарской хижине», Сабинин в «Жизни за царя», Оттокар («Вольный стрелок»), Макс в «Волшебном стрелке», Альмавива в «Севильском цирюльнике» Дж. Паизиелло, Оскольд — первый исполнитель («Светлана, или Сто лет в один день»), Иван-царевич — первый исполнитель («Иван-царевич, золотой шлем»), Раймонд — первый исполнитель («Женевьева Брабантская»); Лионский («Хлопотун, или Дело мастера боится» — текст Писарева и музыка Алябьева и Верстовского), Фрелаф («Аскольдова могила» по роману М. Н. Загоскина, музыка Верстовского), Граф Жулиано («Черное домино, или Таинственная маска»), Рамир («Золушка» Дж. Россини), Попов («Актеры между собою, или Первый дебют актрисы Троепольской»), Андрей («Ям»), Роберт («Роберт-Дьявол» композитора Мейербера) и мн. др.

Одна из лучших партий — Фрелаф из «Аскольдовой могилы». Об этой партии Ф. Кони писал: 
 «Шемаев вел роль свою умно и забавно. Он гораздо выше Живокини в этой роли и умел дать ей особенный комический рельеф».
В 1847—49 выступал на драматической сцене. Из водевильных и опереточных ролей: в «Дезертире», в «Двух Маргаритах», в «Любовном зелье» (Le Philtre champenois) и в пародии на «Роберта». За роль Роберта был всемилостивейше пожалован бриллиантовый перстень; за роль Жана Парижского он удостоился денежной награды от дирекции императорских театров, а по выслуге узаконенных лет получил в пенсион полный оклад жалованья.
В 1846 г. был возведен правительствующим сенатом, на основании законов, существующих о службе актёров, в потомственное почетное гражданство.
Женат был на Екатерине Андреевне Зубовой, бывшей корифейке балетной труппы.
Проживая в отставке с 1849 г., скончался скоропостижно в Петербурге 12-го декабря (по некоторым источникам — 13 декабря) 1853 г. и похоронен на Смоленском кладбище.

## Партнеры
Е. Я. Воробьева, Н. Дюр, Л. Леонов, О. Петров, В. М. Самойлов, А. Ф. Соловьева, М. Щепкин. Пел п/у К. Кавоса.